# Shi Jinglin
Shi Jinglin, född 3 januari 1993 i Jiangsu, är en kinesisk simmare.
Hon blev olympisk bronsmedaljör på 200 meter bröstsim vid sommarspelen 2016 i Rio de Janeiro.